# Ohio Wesleyan University

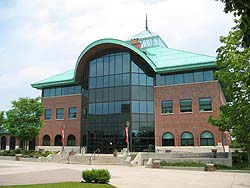
Campusgebouw van de Ohio Wesleyan University

De Ohio Wesleyan University is een liberal arts college in Delaware (Ohio). Ze is een van de hoogst aangeschreven universiteiten van de Verenigde Staten.
Net als een aantal andere hogeronderwijsinstellingen in de Verenigde Staten is de in 1844 door Methodisten opgerichte universiteit genoemd naar John Wesley, de grondlegger van het Methodisme. Anders dan haar naam doet vermoeden heeft de universiteit een niet-sektarisch karakter; studenten van alle levensovertuigingen worden toegelaten.
De universiteit heeft ongeveer 1900 studenten en een staf van 200 personen. Ohio Wesleyan University is een van de acht universiteiten van de befaamde Ohio Five League, waar Oberlin College ook lid van is.

## Stichters
Ingezetenen Adam Poe en Charles Elliott besloten in 1841 tot het oprichten van een universiteit "van de hoogste orde" in het Midden-Ohio. Om dat doel te bereiken kochten zij het Mansion House Hotel, een voormalig kuuroord met de Sulfur Spring, met behulp van de middelen die beschikbaar kwamen uit de omwonenden. Poe en Elliott schreven een charter nadruk op "de democratische geest van het onderwijs", dat werd goedgekeurd door de Ohio State legislatuur. In het begin van het volgende jaar openden ze de op het college voorbereidende Academy en vormden een Raad van Bestuur. Ohio Wesleyan University, genoemd (net als een aantal andere Amerikaanse hogescholen en universiteiten) naar John Wesley, de oprichter van Methodisme, werd geopend op 13 november 1844 als een Methodistische maar niet-sektarische instelling, met een College van liberale Arts (geesteswetenschappen) voor mannelijke studenten.
Wesleyans eerste president, Edward Thomson, verklaarde in zijn inaugurele rede op 5 augustus 1846 dat de school "een product van de ruimdenkendheid van de lokale bevolking" werd. Deze liberale filosofie heeft bijgedragen aan het zich krachtig uitspreken tegen de slavernij in 1850. In 1862, bij de jaarlijkse viering van de verjaardag van George Washington, onderschreven Wesleyans de "idealen van democratie" tijdens de oratie van de tweede voorzitter, Frederick Merrick.

## Bekende alumni en werknemers
- Salman Toor (1983) kunstenaar